# Michael Jan I. z Althannu
Michael Jan z Althannu (německy Michael Johann von Althann, 1597 nebo 1607 – 19. února 1649) byl rakouský šlechtic z hraběcího rodu Althannů.

## Život
Narodil se jako nejstarší syn diplomata Michaela Adolfa z Althanu (1574–1636/1638) a jeho první manželky Alžběty ze Stötzingenu († 1624), dcery Rudolfa Ruprechta ze Stötzingen-Altensperg-Blauhofenu († 1624), guvernéra Dolního Rakouska a jeho manželky Marie Magdaleny z Weltenegg-Hornstein-Siebersdorfu († 1588).
Měl bratra Michaela Ferdinanda (asi 1610–1658) a nevlastního bratra Michaela Václava (1630–1686), císařského rádce a diplomata.
Michael Jan z Althanu zemřel ve věku 42 let 19. února 1649.

### Manželství a rodina
Michael Jan z Althanu se oženil s hraběnkou Marií Markétou z Eggenberka (* asi 1614 – 4. dubna 1657, Vídeň), poté, co byl v roce 1632 anulován její sňatek s hrabětem Adamem Pavlem Slavatou z Chlumu a Košumberka (13. června 1604 – 2. července 1657), dcerou říšského knížete Jana Oldřicha z Eggenberka (1628–1568), vévody krumlovského, a paní Marie Sidonie z Tannhausenu († 1614). Z jejich manželství se narodily tyto děti:
- Marie Barbora z Althanu (* před rokem 1638–1641)
- Marie Alžběta z Althanu (* před rokem 1639 – 1639)
- Michael František Xaver z Althanu (* před rokem 1642 – kolem 1657)
- Marie Františka z Althanu (1642 – mladá)
- Marie Johana Barbora Polyxena z Althanu (* asi 1642 – 3. září 1670), provdaná 17. března 1657 za hraběte Gottharda Jindřicha ze Salburgu, pána z Falkensteinu a Ranaridu (29. října 1639, Linec – 30. července 1707, Vídeň)
- Michael Jan II. z Althanu (26. srpna 1643, Vídeň – 1722), sňatek 25. dubna 1667 ve Vídni s princeznou Marií Terezií z Lichtenštejna (10. srpna 1643 – 26. října 1712), dcerou knížete Hartmana III. z Lichtenštejna (1613–1686) a starohraběnky Sidonie Alžběty ze Salm-Reifferscheidtu (1623–1686).
- Michael Adolf z Althanu (17. února 1648, Vídeň – 26. června 1709), voják a diplomat, ženatý I. od 26. února 1669 ve Vídni s Maxmilianou z Neudeggu († 1683), II. od roku 1688 s hraběnkou Marií Sidonií Josefou z Breuneru (1657–1727)
- Marie Polyxena z Althanu (*/† 1649)